# Microsoft Windows NT 3.51
Windows NT 3.51 ist ein Betriebssystem von Microsoft. Es stellt eine technische Weiterentwicklung von Windows NT 3.5 dar. Die System-APIs wurden erweitert und unterstützen damit neuere 32-Bit-Anwendungen.

## Geschichte
Das Vorgängerbetriebssystem Windows NT 3.5 sollte ursprünglich auch Unterstützung für die PowerPC-Architektur bieten. Diese fehlte jedoch, da IBM die Auslieferung der PowerPC-Prozessoren wiederholt verschieben musste. Daraufhin entschied sich Microsoft, die PowerPC-Unterstützung nicht für NT 3.5 nachzuliefern, so wie es mit der Alpha-Version von Windows NT 3.1 geschehen war, sondern diese als Teil einer überarbeiteten Version von Windows NT 3.5 unter der Bezeichnung Windows NT 3.51 herauszugeben.
Das Betriebssystem wurde im Februar 1995 erstmals angekündigt. Die endgültige Version NT 3.51 wurde im Mai 1995 in den USA herausgegeben. Ende des Supports war für Endkunden der 31. Dezember 2000, für Firmenkunden am 31. Dezember 2001. Es gab danach keine Sicherheitsaktualisierungen für neu entdeckte Sicherheitslücken mehr.
Es wurden insgesamt fünf Service Packs veröffentlicht:
| Titel          | Datum              | Größe                                                       |
| -------------- | ------------------ | ----------------------------------------------------------- |
| Service Pack 1 | 9. August 1995     | ?                                                           |
| Service Pack 2 | 11. Oktober 1995   | 7,5 MB (x86) ? MB (AXP) 11 MB (MIPS) 10,3 MB (PowerPC)      |
| Service Pack 3 | 14. Dezember 1995  | 7,5 MB (x86) 11,7 MB (AXP) 11,1 MB (MIPS) 10,3 MB (PowerPC) |
| Service Pack 4 | 14. März 1996      | 9,9 MB (x86) 14,9 MB (AXP) 14 MB (MIPS) 13,3 MB (PowerPC)   |
| Service Pack 5 | 23. September 1996 | 12,4 MB (x86) 18 MB (AXP) 17,7 MB (MIPS) 16,1 MB (PowerPC)  |

Nach dem Service Pack 5 wurden noch einige einzelne Hotfixes veröffentlicht. Diese betrafen etwa Unterstützung für das Eurozeichen sowie AGP-Grafikkarten.

## Beschreibung
Die hauptsächliche Neuerung in Windows NT 3.51 ist die Unterstützung des PowerPC als vierte Prozessorarchitektur. Die weiteren Neuheiten von Windows NT 3.51 gegenüber seinem Vorgänger 3.5 halten sich in Grenzen. So werden etwa PCMCIA-Geräte unterstützt. Wird das System auf einem Intel Pentium mit FDIV-Bug installiert, bietet Windows NT 3.51 das Abschalten der Gleitkommaeinheit an, um das Problem zu umgehen.
Für das Dateisystem NTFS wurde eine Datenkompression eingeführt, die es erlaubt, einzelne Dateien oder ganze Verzeichnisse zu komprimieren, was allerdings auf Kosten der Leistung geht.
Die größte Änderung ist jedoch die Hinzufügung zahlreicher APIs des sich seinerzeit in Entwicklung befindlichen Windows 95, sodass Windows-95-Programme in den meisten Fällen auch auf Windows NT 3.51 lauffähig sind, sofern sie nicht auf mit Windows NT inkompatiblen Komponenten (wie DirectX) basieren. Windows NT 3.51 enthält letztmals einen Treiber für das HPFS-Dateisystem von OS/2, wenngleich im Gegensatz zu Windows NT 3.5 keine Partitionen mehr mit dem HPFS-Dateisystem formatiert werden können.
Zur Vorbereitung auf Windows NT 4.0 bot Microsoft die Benutzeroberfläche von Windows 95 als Download für Windows NT 3.51 an. Diese war zwar ursprünglich für Entwickler gedacht, um ihre Software an die neue Benutzeroberfläche anzupassen, wurde aber auch von zahlreichen Endanwendern verwendet.
Im Lieferumfang von Windows NT 3.51 befinden sich neben einer CD-ROM und drei 5,25″-Startdisketten noch ein 3,5″-Diskettensatz, bestehend aus 23 Disketten bei der Workstation-Variante und 42 Disketten bei Windows NT Server.

## Systemvoraussetzungen

### Mindestanforderung
- Prozessor: Intel 80386 DX (oder dazu kompatibler x86-Prozessor) mit mind. 25 MHz oder MIPS R4000 oder Digital Alpha AXP oder PowerPC
- 12 MB RAM (Intel)
- 90 MB Festplattenplatz (mit allen Updates und NTFS mehr)
- je nach Installationsvariante Disketten- oder CD-ROM-Laufwerk (Neuinstallation mit geeigneter Boot-CD (z. B. von Windows 98) auch ohne Diskettenlaufwerk möglich)
- VGA-Grafikkarte oder besser
- Maus und Tastatur

### Empfohlen
- i486 DX oder Pentium ab 66 MHz
- >24 MB RAM
- 250 MB Festplattenspeicher (zuzüglich Platz für Anwendungen)
- CD-Laufwerk (Brenner oder DVD-Laufwerk nicht direkt unterstützt, evtl. mit Fremdtreibern?)
- SVGA-Grafikkarte